# Agnieszka Fajlhauer
Agnieszka Fajlhauer (z domu Siekierka) (ur. 27 września 1972 w Dzierżoniowie) – polska aktorka teatralna i dubbingowa.

## Życiorys
Absolwentka 4-letniego Studia Wokalno-Aktorskiego im. D. Baduszkowej przy Teatrze Muzycznym w Gdyni. Debiutowała na deskach Teatru muzycznego w Gdyni rolą Chawy w „Skrzypku na dachu” (reż. J. Szurmiej). Kolejne role to: Rosie w musicalu „Cabaret” (reż. J. Stuhr), Aneta Wasiewiczówna w „W małym dworku” (reż. G. Chrapkiewicz) oraz w Teatrze Współczesnym we Wrocławiu jako Klara w „Ślubach panieńskich” (reż. Z. Lesień).
Od 2000 roku pracuje w warszawskim Teatrze Rampa. Gościnnie zagrała także na deskach Teatrze Komedia w Warszawie w spektaklu „Stepping out” (reż. K. Jasiński), jako Rose.
Laureatka 26. PPA we Wrocławiu, zaśpiewała „Shimmy-szuję” z Kabaretu Starszych Panów. Brała także udział w Szansie na sukces. Ponadto, śpiewa na płycie „Szemrany plan Warszawy” jako Helka Klawa.

## Filmografia
| - Jesus Christ Superstar reż. J. Wocial – Annasz - Rent reż. J. Szydłowski – Maureen Johnson - Tango Piazzolla reż. R. Talarczyk – Nina - Mistrz i Małgorzata reż. M. Konarski – Hella - Sześć w jednej reż. G. Warchoł – Nancy - Ósmy cud świata i zagłada reż. G. Warchoł – Małgosia - Jak zostać żydowską matką w 10 praktycznych lekcji reż. J. Prochyra – Anetka - Sztukmistrz z Lublina reż. J. Szurmiej – Magda - Damy i huzary reż. M. Wojtyszko – Aniela - Tajemniczy ogród reż. C. Domagała – Marta - Zwierzęta Doktora Dolittle reż. J. Bielunas – Polinezja - Wielka wyprawa reż. P. Furman – Bystra - Rapsodia z Demonem – Aspazja | - Na Wspólnej – archiwistka (odc. 2575) - Doręczyciel – matka na pogotowiu (odc. 5) - Lot 001 (odc. 1) - Klan – funkcjonariuszka Straży Miejskiej w Warszawie - M jak miłość – lekarka (odc. 1326) |

### Role dubbingowe
- 2022: Dobranocny Ogród: w ZinkiZonii – narratorka
- 2019: Rodzina od zaraz – Ellie
- 2019: Niewidzialny chłopak – Nowa generacja – Giovanna
- 2019: GO! Żyj po swojemu – Florencia
- 2019: Robot Trains – Lea
- 2019: O psie, który wrócił do domu – Terri
- 2019: Chłopiec z burzy
- 2019: Bumblebee
- 2018: Wodnikowe Wzgórze – Truskawka
- 2018: 3 nie z tej ziemi: Opowieści z Arkadii – Zadra
- 2018: Aquaman – Dziennikarka
- 2018: Miśków 2-óch w Nowym Jorku – Liz (żona Miśka)
- 2018: Motown Magic – Pani Hernandez
- 2018: Lego DC Super-Villains – Wonder Woman
- 2018: Shadow of the Tomb Raider – Amelia Croft
- 2018: Detektywi z domku na drzewie – Bean
- 2018: Littlest Pet Shop: Nasz własny świat – Roxie McTerrier
- 2018: Pup Star: Razem raźniej – Emily Rose
- 2018: Zombi
- 2018: Detroit: Become Human – Dyspozytorka policji
- 2018: Pup Star – Emily Rose
- 2018: Hej Arnold! Przygoda w dżungli
- 2018: Biblioteka pana Lemoncello – Dr Zinchenko
- 2018: Mumia Dummie i sfinks z Shakaby – panna Friek
- 2018: Tam, gdzie mieszka Bóg
- 2018: Piotruś Królik – Bea
- 2018: Niewidzialny chłopiec – Giovanna Silenzi
- 2018: Trulli Tales: opowieści ze smakiem – Fryzella
- 2018: Witajcie w Wayne – Ansi Molina
- 2018: Pszczółka Maja: Miodowe igrzyska – Maja
- 2018: Gnomy rozrabiają – Mama
- 2018: Bruno i Bucior: Eksperyment – Peabody
- 2017: Pierwsza gwiazdka – Ruth
- 2017: Bingo i Rolly w akcji – Muffinka
- 2017: Twój Vincent –
  - Jo Van Gogh-Bonger,
  - gwary i epizody
- 2017: Lego Ninjago: Film
- 2017: Następcy 2 – Belle
- 2017: Valerian i miasto tysiąca planet – Turystka
- 2017: Alex i spółka: Jak dorosnąć pod okiem rodziców
- 2017: Alfa i Omega: Wyprawa do królestwa niedźwiedzi – Kate
- 2017: Wonder Woman – Etta Candy
- 2017: Jeździec bawołów
- 2017: Archie – cyberpies – Jedna z sióstr Lindsay
- 2017: Sniper: Ghost Warrior 3 – Raquel Shein
- 2017: Power Rangers
- 2017: Azyl
- 2017: Wrota bohaterów – Annie
- 2017: Alfa i Omega: Zima zła – Kate
- 2017: Bardzo zły lis i inne opowieści – Alex
- 2017: Jedenastka – Marcela
- 2017: Pim i Pom
- 2017: Barbie w świecie gier
- 2017: Alfa i Omega: Dino afera – Kate
- 2017: Mirette na tropie – Sofie
- 2017: Lego Batman: Film
- 2017: Alpejska przygoda – Luisa, mama Ursliego
- 2017: Tini: Nowe życie Violetty – za kulisami – Clara Alonso
- 2017: Pokémon seria: XYZ – Korrina
- 2016: League of Legends – Taliyah
- 2016: Albert. Wielkie marzenia małej choinki – Mania
- 2016: Overwatch – Zaria
- 2016: Mój rycerz i ja – Królowa, mama Cat
- 2016: Przygody Finna – mama Erika
- 2016: Justice League Action – Wonder Woman
- 2016: Kubo i dwie struny
- 2016: Mega Spider-Man
- 2016: Jazda – Sally Warrington
- 2016: Silence – Kyra
- 2016: Bajgiel i Becia Show – Argentyna
- 2016: Dishonored 2
- 2016: Call of Duty: Infinite Warfare –
  - Mat,
  - Oficer łączności
- 2016: My Little Pony: Equestria Girls: Legenda Everfree – Trixie
- 2016: Tygrysek Daniel i jego sąsiedzi – Henrietta
- 2016: Glitter Force – April
- 2016: Lego Friends: Moc przyjaźni – Stephanie
- 2016: Tini: Nowe życie Violetty – Angie
- 2016: Harmidom – Hela Harmidomska
- 2016: Jak oswoić mumię – panna Friek
- 2016: Rufus – Mama
- 2016: Wissper – Hailey
- 2016: Lego Friends: Przyjaciółki na zawsze
- 2016: Moja niewidzialna siostra – mama Cleo i Molly
- 2016: Alvin i wiewiórki: Wielka wyprawa – Brittany
- 2016: Obrót życia – Susan Berlin
- 2016: Barbie: Tajne agentki – Złodziejka
- 2015: Miraculum: Biedronka i Czarny Kot
- 2015: Totalna Porażka: Wariacki wyścig – Miles
- 2015: The Returned – Lucy McCabe
- 2015: Dorwać Asa – Tina DeVeer
- 2015: Alfa i Omega: Rodzinne wakacje – Kate
- 2015: Strażak Sam i bohaterowie burzy – Ellie Phillips
- 2015: Mów mi wampir
- 2015: Czworo i pół przyjaciela – Karola
- 2015: Halo 5: Guardians
- 2015: Doraemon: Zielona planeta – Nobita
- 2015: Ever After High: W krainie czarów – Courtley Jester
- 2015: Doraemon: Ludzie wiatru – Nobita
- 2015: Violetta: Podróż – Angie
- 2015: Carotina Super Bip – Carotina
- 2015: Przygody Nobity na Morzu Południowym – Nobita
- 2015: Alfa i Omega: Legenda Zębatej Jaskini – Kate
- 2015: Might & Magic: Heroes VII – Anastazja
- 2015: Następcy – Belle
- 2015: Hugo i łowcy duchów – Szefowa Hopkins
- 2015: Everybody’s Gone to the Rapture –
  - Evie Baker,
  - Barbara Foster
- 2015: Alfa i Omega: Igrzyska w wilczym stylu – Kate
- 2015: My Little Pony: Equestria Girls: Igrzyska Przyjaźni – Sugarcoat
- 2015: Ever After High – Courtly Jester
- 2015: Kasia i Mim-Mim – Psotek
- 2015: Lolirock – Praxina
- 2015: Tupcio Chrupcio – Olcia
- 2015: Flintstonowie: Wielkie Łubu-dubu – Wilma Flintstone
- 2015: Czarownica Emma – Ramona
- 2015: Wanda i Zielony Ludek – Mama Wandy
- 2014: Blog kulinarny Angie – Angie
- 2014: Lewy Mikołaj – Abby Wrigley
- 2014: Poszukiwacze świętego Mikołaja
- 2014: Alfa i Omega: Święta w wilczym stylu – Kate
- 2014: My Little Pony: Equestria Girls: Rainbow Rocks – Trixie
- 2014: Lato w mieście –
  - Talia Cramer,
  - Lilush,
  - Cliente Donna,
  - hostessa
- 2014: Pokémon seria: XY – Korrina
- 2014: Batman i Liga Sprawiedliwości – Wonder Woman
- 2014: Winx Club: Tajemnica morskich głębin – Darcy
- 2014: Totalna Porażka na wyspie Pahkitew – Scarlett
- 2014: Pszczółka Maja – Maja
- 2014: Wakacje Mikołajka – Właścicielka
- 2014: Transformers: Wiek zagłady – Su Yueming
- 2014: Enemy Front – Josephine Aubrac
- 2014: To nie ja – Nora Watson
- 2014: Totalna Porażka: Plejada gwiazd – Zoey
- 2014: Mako Mermaids: Syreny z Mako – Hannah, mama Bena
- 2014: Doraemon – Nobita
- 2013: Barbie i magiczne baletki – Tara Pennington
- 2013: Pszczółka Maja (dvd- Monolith) – Maja
- 2013: Smerfy 2 – Grace
- 2012: Violetta – Angie, guwernantka, a zarazem ciotka Violetty
- 2012: Wojownicze Żółwie Ninja − Czarodziejka
- 2012: Ben 10: Omniverse –
  - Rook Shar,
  - Czarodziejka
- 2012: Z kopyta – Bethany Applebaum
- 2012: Pokémon: Czerń i Biel – Ścieżki przeznaczenia – Burgundy
- 2012: Groove High – Zoe
- 2012: Futurama – Leelaa
- 2012: Totalna Porażka: Zemsta Wyspy – Zoey
- 2012: Niesamowity świat Gumballa – Nicole Watterson
- 2012: Barbie Life in the Dreamhouse – Raquelle
- 2011: Super ninja – Amanda McKay
- 2011: Alvin i wiewiórki 3 – Brittany
- 2011: Ben 10: Ultimate Alien – Czarodziejka
- 2011: Pora na przygodę! – Królewna Balonowa
- 2011: Pokémon: Czerń i Biel – Burgundy
- 2011: Smerfy – Grace
- 2011: Dinopociąg – Piotruś Peteinozaur
- 2011: My Little Pony: Przyjaźń to magia – Wielka i Wszechmocna Trixie (odc. 6, 57)
- 2010: Pokémon: Arceus i Klejnot Życia – Sheena
- 2010: Żółwik Sammy
- 2010: Biała i Strzała podbijają kosmos
- 2010: Marmaduke – pies na fali – Debbie Winslow
- 2010: Super Hero Squad – Panna Marvel
- 2010: Czarodziejka Lili: Smok i magiczna księga
- 2010: Moje życie ze mną – Sandra
- 2010: Bystre Oko – Małe Oczko
- 2010: Więźniowie wyobraźni – Franka
- 2010: Alvin i wiewiórki 2 – Brittany
- 2010: Przyjaciel świętego Mikołaja – Kate
- 2010: Bakugan: Młodzi wojownicy - Nowa Vestroia – Mira
- 2009: Bakugan: Młodzi wojownicy – Chan Lee
- 2009: Ben 10: Obca potęga − Czarodziejka
- 2009: Listonosz Pat –
  - Lizzy,
  - Lauren
- 2009: Przystanek dżungla – Skuterka
- 2009: Hallo, tu Hania! – Ffion
- 2009: Pinky i Perky – Katie
- 2009: Na ścieżkach wiary – narratorka
- 2009: Mighty B – Portia
- 2008: Dzielny Despero – Mig
- 2008: Potwory i piraci – Bianca
- 2005: Spadkobiercy tytanów – Areta
- 2008: Mów mi Dave – Gina Morrison
- 2008: eXperience112 – Lea Nichols
- 2007–2008: Przyjaciele z podwórka – Żabusia
- 2007: Truskawkowe Ciastko – Miętówka
- 2007: George prosto z drzewa – Magnolia
- 2007: Miś Fantazy – Zagadka (udźwiękowienie)
- 2007: Miejskie szkodniki – Coco
- 2007: Alvin i wiewiórki
- 2007: Rodzina Rabatków – Klara
- 2006: Klasa 3000
- 2005: Strażackie opowieści – Zoe
- 2005: Mały wojownik – Nauczycielka Jerry’ego
- 2005: Roboty – Hania
- 2004: Klub Winx − Darcy
- 2004: Pani Pająkowa i jej przyjaciele ze Słonecznej Doliny – Błyskotka
- 2004: Dom dla Zmyślonych Przyjaciół pani Foster – Franka, matka Maksa
- 2004: Scooby-Doo 2: Potwory na gigancie – Daphne Blake
- 2004: 6 w pracy
- 2003–2004: Megas XLR – Gina (odc. 8)
- 2002–2005: Looney Tunes: Maluchy w pieluchach − Śpiew piosenek
- 2002: Mistrzowie kaijudo – Sayuki
- 2001–2006: Liga Sprawiedliwych/Liga Sprawiedliwych bez granic – Wonder Woman
- 2000: Kruche jak lód: Walka o złoto
- 2000–2001: Wodnikowe Wzgórze –
  - Nagietka (sezon 3),
  - Jaskierka (odc. 21–22)
- 1999–2004: Rocket Power
- 1996: Kopciuszek – Karolina